# Elémire Zolla
(Elémire Zolla)
Elémire Zolla (Torino, 9 luglio 1926 – Montepulciano, 29 maggio 2002) è stato uno scrittore, filosofo e storico delle religioni italiano, conoscitore di dottrine esoteriche e studioso di mistica occidentale e orientale.

## Biografia
(Elémire Zolla)
Nacque in una famiglia cosmopolita: il padre era il pittore Venanzio Zolla (1880–1961), nato in Inghilterra da padre lombardo e madre alsaziana; la madre era la musicista britannica Blanche Smith (1885–1951), originaria del Kent.
Zolla trascorse gli anni dell'infanzia tra Parigi, Londra e Torino parlando naturalmente inglese, francese e italiano, e studiando, in seguito, il tedesco e lo spagnolo. In gioventù si dedicò alla pittura e una sua Composizione di ellissi figurò accanto alle opere del padre all'esposizione Nazionale d'arte al Valentino del 1953. Studiò diritto e psichiatria all'Università di Torino, dove si laureò in giurisprudenza nel 1953.
A 22 anni si ammalò di tubercolosi, rimanendo con i polmoni danneggiati, e durante la malattia scrisse un romanzo, Minuetto all'inferno, pubblicato nel 1956, con cui vinse il premio Strega opera prima.
Nel 1957 si trasferì a Roma, dove Nicola Chiaromonte lo volle nella redazione della rivista Tempo presente.  Collaborò inoltre alle riviste Lo spettatore italiano, Il pensiero critico, Letterature moderne, Il Punto e a vari giornali, tra i quali il Corriere della Sera e Il Giornale d'Italia, sul quale firmò con lo pseudonimo di "Bernardo Trevisano".
Nel 1958, dopo dieci anni di fidanzamento, sposò la poetessa Maria Luisa Spaziani, ma il lungo legame sfociato nel matrimonio s'incrinò quasi subito.
Dal 1959 fu legato alla scrittrice Cristina Campo (al secolo Vittoria Guerrini), con la quale visse fino alla morte di lei, avvenuta nel 1977. Nello stesso anno pubblicò il saggio Eclissi dell'intellettuale (Premio Crotone): opera "antagonista" ove, con serrate critiche alla società di massa svolte in base alle analisi di Adorno e Horkheimer, l'autore si schiera contro le lobby politiche e culturali ed il conformismo progressista. In seguito Zolla eluderà dal proprio campo di attenzione le elaborazioni dei due sociologi tedeschi di ascendenza illuministica. 
Nel 1960, per intervento di Mario Praz, ottenne l'incarico di Lingua e Letteratura angloamericana all'Università di Roma; le sue lezioni furono frequentate, tra gli altri, dai giovani Roberto Calasso e Masolino D'Amico. L'anno dopo pubblica il romanzo Cecilia o la disattenzione, evocando una Torino socialmente allucinata dal conformismo e dal nichilismo delle mode industriali di allora (e di ora). 
Nel 1962 ebbe una grave ricaduta di malattia polmonare; Cristina Campo lo portò a casa dei suoi genitori, dove lo fece visitare dal medico di famiglia, convincendolo a curarsi con le medicine prescrittegli dato che, in ossequio alla medicina orientale, Zolla fino a quel momento non aveva voluto assumere farmaci e questo probabilmente gli salvò la vita.
Dal 1967 insegnò come ordinario all'Università di Catania, successivamente a Genova, dove tenne anche cattedra di Filologia germanica, mentre dal 1974 è di nuovo a Roma.
Dal 1966 al 1968 fu segretario generale dell'Istituto Accademico di Roma e dal 1970 al 1973 direttore dell'Istituto Ticinese di Alti Studi a Lugano.
Nel 1968, dopo un viaggio nel sud-ovest degli Stati Uniti, scrisse una storia dell'immagine dell'Indiano nella letteratura statunitense, I letterati e lo sciamano. Negli anni successivi si dedicò a viaggi in India, Indonesia, Cina, Corea e Iran, di cui diede ampi ragguagli nel libro Aure: i luoghi e i riti.
Nel gennaio 1969 Zolla fondò la rivista Conoscenza Religiosa (edita da La Nuova Italia), che diresse fino al 1983. Secondo Cristina De Stefano, Conoscenza religiosa venne molto criticata, subì numerose critiche, anche cariche d'odio. Zolla venne presentato, e descritto anche in opere a carattere enciclopedico, come un uomo di destra, opinione in netto contrasto con la sua formazione liberale, data la sua vicinanza al periodico Il Mondo di Pannunzio, di cui fu anche collaboratore. In seguito, il legame con Cristina Campo lo portò ad esplorare i sentieri della mistica occidentale per poi rivolgersi, sempre più, a quella orientale. Entrambi collaborarono a Conoscenza Religiosa, l'unica nuova rivista italiana degli anni 1960 a raggiungere una diffusione internazionale, con testi scritti da storici delle religioni e delle filosofie d'oriente, narratori e poeti di varie nazionalità, quali: Abraham Joshua Heschel, Jean Servier, Henry Corbin, Cristina Campo, Patrick Modiano, Quirino Principe, Guido Ceronetti, Pietro Citati, Sergio Quinzio, Margarete Riemschneider, Jorge Luis Borges, Margarete Lochbrunner, dantista di fama mondiale, Leo Schaya, Hossein Nasr, Eugenio Montale, Giuseppe Sermonti e Rosario Assunto. Vi furono pubblicati saggi di Marcel Griaule (1898-1956). Molti dei saggi pubblicati in Conoscenza Religiosa, tra cui gli scritti dello stesso Elémire Zolla, emergono dall'alveo della  "Scuola tradizionalista".
Come prefatore e critico, Zolla ha scritto su Yakup Kadri Karaosmanoğlu, le Upaniṣad, l'Imitazione di Cristo, Richard Rolle, Ioan Petru Culianu, Mircea Eliade, Thomas Mann, Sade, Kafka, Joyce, Emily Dickinson, Herman Melville (del quale curò una traduzione parziale del poema Clarel), Nathaniel Hawthorne, Margery Kempe, Francis Scott Fitzgerald e altri letterati statunitensi del Novecento. 
Nel 1970 scrisse una controversa introduzione alla prima edizione per Rusconi de Il Signore degli Anelli di Tolkien, dove saluta l'opera come la rinascita dell'epica cavalleresca, ma criticata per il ricorso a simbologie, archetipi e allegorie per commentare e spiegare una chiave interpretativa esoterica e gnostica del romanzo, con riferimenti alla numerologia, alla via della mano sinistra e della mano destra e al cristianesimo di Tolkien messo in contrapposizione o confrontato con altri "favolisti", come C.S. Lewis e Robert Graves, citando Carl Jung e William Blake. A differenza dei monisti, come Jung, Blake e Graves (Zolla fa riferimento al testo La dea bianca e al proprio saggio sull'Androgino) Tolkien "non cerca la mediazione fra male e bene, ma soltanto la vittoria sul male" e nonostante la vittoria temporanea "accetta il destino di sconfitta che è inevitabile per l'eroe solare: vincitore è l'Anarca, come già nel Giardino, ma tanto maggiore è dunque la purezza di chi lo combatte". Tuttavia questo tipo di metodo esegetico era rifiutato dall'autore inglese, che si considerava un creatore di mitologie e non un allegorista filosofico-politico. La prefazione è stata sostituita nel 2003 da Bompiani, che fino ad allora l'aveva mantenuta, con l'originale introduzione di Tolkien.
Nel 1974 presentò la prima edizione mondiale (nella traduzione di Pietro Modesto) della monumentale opera La colonna e il fondamento della Verità del filosofo e mistico russo Pavel Aleksandrovič Florenskij, di cui tradusse successivamente Le porte regali. Saggio sull'icona (1977). 
Sempre su Conoscenza Religiosa, Zolla continuò, con articoli originali e recensioni di testi di autori fino ad allora affatto ignoti, almeno in italia, la sua personale ricerca in area americana, riguardo ai cui sviluppi sociali e culturali, di quel periodo e fino ad oggi, poteva osservare e scrivere che col sorgere della proposta kennedyana in difesa dei diritti umani, l'era Eisenhower si frantumava e con essa, scrive Grazia Marchianò citando Zolla «l'astuccio del materialismo in cui l'industria culturale teneva l'uomo si crepò, spalancandosi sul satanismo: "l'unica dottrina seria se si accetta davvero e nel cuore l'idea di progresso - perfino Carducci poteva capirlo", sentenziava senza mezzi termini». Con il termine, Zolla, non cristiano, ma al tempo influenzato dal cattolicesimo tradizionale e poi dal cristianesimo ortodosso di Cristina Campo, intendeva in questo caso un eccessivo culto dell'individualismo, "la scelta del male per il male, la pretesa antropocentrica dell'eritis sicut dii", pretendendo dal materialismo ciò che può essere dato solo dallo spiritualismo. Zolla si schierò apertamente contro il Sessantotto. In seguito, con l'evolversi del suo pensiero, esprimerà riserve sul dualismo (bene e male, materia e spirito) del misticismo cristiano e dell'Occidente, apprezzando chi si è avvicinato alla concezione di non-dualismo orientale come Meister Eckhart, come scrive in Uscite dal mondo del 1992, libro che vede con favore il diffondersi del sincretismo religioso (da sempre presente in Oriente come nelle società antiche) nella società occidentale moderna e l'avvento dell'informatica ("gli occhiali magici"). Come il guru psichedelico Timothy Leary, Zolla (nonostante la fama di antimoderno che molti gli vollero affibbiare) si mostrò favorevole allo sviluppo della realtà virtuale:
Nel 1980 sposò Grazia Marchianò, studiosa di estetica e orientalista.
Nel 1987 vinse il Premio Internazionale Città di Ascoli Piceno, organizzato dall'Istituto di Studi Medievali Cecco d'Ascoli, un premio letterario che viene assegnato ad una personalità nel campo della medievalistica internazionale contraddistintasi nella realizzazione di opere intellettuali che contribuiscono all'indagine storica e al valore della ricerca storiografica.
Nel 1991, dopo aver lasciato l'insegnamento universitario, si trasferì a Montepulciano (Siena), e nel 1992 partecipò al nuovo ciclo (iniziato nel 1989) dei Colloqui di Eranos, il gruppo fondato da Carl Jung, consacrato ai viaggi, con una relazione intitolata "Il motivo del viaggio in un capolavoro letterario". Sempre nel 1991 ricevette il Premio Nazionale Letterario Pisa, sezione di Saggistica. Diverse sue opere sono poi state edite da Roberto Calasso per Adelphi. Si interessò negli anni '80 e '90 anche di mistici orientali contemporanei e fuori dagli schemi quali Osho Rajneesh e Jiddu Krishnamurti.
Morì di attacco cardiaco nella casa di Montepulciano dove viveva con la moglie Grazia Marchianò il 29 maggio 2002, dopo aver rifiutato il ricovero, mentre beveva un tè. La sua biblioteca è stata ereditata dalla «Accademia Vivarium Novum».
(Elémire Zolla)

## Critiche (di merito e di metodo) a Zolla
Nota, almeno in ambiti religiosi, è la critica, dalla destra cattolica tradizionalista, svolta nel 1994 nel testo Gli Adelphi della dissoluzione, da Maurizio Blondet nei confronti di Zolla (col rimprovero, in oltre, di aver catapultato, da parte di questi, su Osho Rajneesh valori di genuina introspezione mistica che non gli competerebbero), Roberto Calasso, Sergio Quinzio e, in genere, contro l'intero gruppo editoriale della casa editrice Adelphi; ad essa si connette, in certo modo, con toni più sfumati ma non meno radicali, quella non propriamente confessionale, dunque metodologica, di Alfonso Berardinelli: "Ci si chiede se l'autore, in gioventù così attento nel distinguere l'oro dal princisbecco e le vere tradizioni ininterrotte dalle loro scimmiottature contemporanee, spesso semplici e goffe mascherature estetiche, non abbia smarrito proprio quello spirito di discriminazione che si richiede preliminarmente al cammino mistico. L'essere, il mito, l'origine e i saperi premoderni sono davvero ancora e di nuovo accessibili a chi sia cresciuto come intellettuale moderno in una società moderna? L'esperienza dell'essere e del sacro, il pensiero simbolico, mitologico, allegorico, sono davvero praticabili per individui che vivano la vita quotidiana della società di massa contemporanea? Questa aristocrazia culturale modellata su esempi precedenti la rivoluzione illuministica e industriale non è forse una replica suggestiva, ma vuota, di forme di cultura che l'Occidente (magari a suo danno), ha storicamente, socialmente distrutto e perduto? Nessuno scrittore e artista moderno, in realtà, potrebbe restaurare il mito nelle sue forme originarie: potrà creare nuove mitologie personali o mostrare la decadenza di quelle antiche. Forse siamo più contemporanei di Luciano e di Seneca che di Parmenide e di Eschilo; più dei sofisti e di Socrate che della sapienza originaria dei Presocratici. L'esito finale dell'itinerario mistico di Zolla può sembrare (e forse è) paradossale: il culto dell'arcaico e del preindustriale incontra alla fine, trionfalmente, le tecnologie più recenti dell'Occidente desacralizzato, massificato, capitalistico. Il fatto è che anche Zolla, come Calasso, porta nella riscoperta delle antiche saggezze uno stile, una strategia da intellettuale moderno, da erudito, da collezionista, da esteta, da divulgatore: cosa che fa di loro, ormai, dei tipici pensatori New Age e postmoderni".

## Eteronimi
- Bernardo Trevisano[28]
- Benedetto Padre d'Angelo (utilizzati anche da Cristina Campo)

## Opere

### Saggistica
- Saggi di etica e estetica, Spaziani, Torino 1947
- Eclissi dell'intellettuale, Bompiani, Milano 1959 e successive edizioni
- Volgarità e dolore, Bompiani, Milano 1962[29].
- Le origini del trascendentalismo, Edizioni di Storia e Letteratura, Roma 1963, 2001
- Storia del fantasticare, Bompiani, Milano 1964, 1973
- Le potenze dell'anima: morfologia dello spirito nella storia della cultura, anatomia dell'uomo spirituale, Bompiani, Milano 1968; Rizzoli, Milano 2008
- I letterati e lo sciamano, Bompiani, Milano 1969; nuova ed. Marsilio, Venezia 1989, 2012
- Che cos'è la tradizione?, Bompiani, Milano 1971; Adelphi, Milano 1998, 2003
- Le meraviglie della natura: introduzione all'alchimia, Bompiani, Milano 1975; nuova ed. Marsilio, Venezia 1991, 2004
- Archetypes, Allen & Unwin, Londra 1981; Harcourt Brace Jovanovich, New York 1981 (trad.it. di Grazia Marchianò, Archetipi, Marsilio, Venezia 1988, 2005)
- The Androgyne. Fusion of the sexes, Thames & Hudson, Londra 1981; CrossRoad, New York 1981 (trad. it. di Augusto Sabbadini, L'androgino: l'umana nostalgia dell'interezza, Red, Como, 1989; poi Incontro con l'androgino: l'esperienza della completezza sessuale, Red, Como 1995)
- Aure: i luoghi e i riti, Marsilio, Venezia 1985, 2003
- L'amante invisibile: l'erotica sciamanica nelle religioni, nella letteratura e nella legittimazione politica, Marsilio, Venezia 1986, 2003
- Il sincretismo, Guida, Napoli 1986
- Verità segrete esposte in evidenza: sincretismo e fantasia, contemplazione e esotericità, Marsilio, Venezia 1990, 2003
- Tre discorsi metafisici 1989-1990, Guida, Napoli 1991
- Uscite dal mondo, Adelphi, Milano 1992; Marsilio, Venezia 2012
- La luce. La ricerca del sacro in America, Tallone, Alpignano 1992
- Ioan Petru Culianu 1950-1991, Tallone, Alpignano 1994
- Lo stupore infantile, Adelphi, Milano 1994; Marsilio, Venezia 2014 (con l'aggiunta di uno scritto inedito sui giochi dei bambini)
- Le tre vie, Adelphi, Milano 1995
- Un destino itinerante: conversazioni tra Oriente e Occidente con Doriano Fasoli, Marsilio, Venezia 1995
- La nube del telaio: Ragione e irrazionalità tra Oriente e Occidente, Arnoldo Mondadori Editore, Milano 1996
- La filosofia perenne. L'incontro fra le tradizioni d'Oriente e d'Occidente, Mondadori, Milano 1999
- Catabasi e Anastasi, Tallone, Alpignano 2001
- Discesa all'Ade e resurrezione, Adelphi, Milano 2002

### Narrativa
- Minuetto all'inferno, Einaudi, Torino 1956; Aragno, Torino 2004; Cliquot, Roma 2024
- Cecilia o la disattenzione, Garzanti, Milano 1961

### Antologie e curatele
- (con Alberto Moravia) I moralisti moderni, Garzanti, Milano 1959
- (con Alberto Moravia) Saggi italiani 1959, Bompiani, Milano 1960, curatela
- La psicanalisi. Abraham, Adorno, Fenichel, Ferenczi, Freeman Shape, Freud, Jung, Marcuse, Moreno, Reik, Sechehaye, Garzanti, Milano 1960, traduzione
- Emily Dickinson, Selected Poems and Letters, Mursia, Milano 1961, traduzione
- Il Marchese de Sade, Le opere. Scelte e presentate da Elémire Zolla, Longanesi & C., Milano 1962, curatela
- I mistici, Garzanti, Milano 1963; con il titolo I mistici dell'Occidente, 7 voll., Rizzoli, Milano 1976-80; I mistici dell'Occidente, 2 voll., Adelphi, Milano, 1997[30],  curatela.
- Herman Melville, Clarel, Einaudi, Torino 1965; nuova ed. Adelphi, Milano, 1993, traduzione
- Nathaniel Hawthorne, Settimio Felton o l'elisir di lunga vita, Neri Pozza, Vicenza 1966; poi Garzanti, Milano 1999, traduzione
- Il superuomo e i suoi simboli nelle letterature moderne, 6 voll., La Nuova Italia, Firenze 1971-79
- Pavel Florenskij, La colonna e il fondamento della Verità, traduzione di Pietro Modesto, Rusconi, Milano 1974, a cura e presentazione di E. Zolla
- Pavel Florenskij, Le porte regali. Saggio sull'icona, Adelphi, Milano 1977,  traduzione
- Novecento Americano: I Contemporanei, 3 voll., Lucarini, Roma 1981-83
- L'esotismo nella letteratura angloamericana, La Nuova Italia, 1978; poi Lucarini, Roma, 1979-1982;
- L'esotismo nelle letterature moderne, Liguori, Napoli, 1987
- Il dio dell'ebbrezza: antologia dei moderni dionisiaci, Einaudi, Torino 1998

### Raccolte postume
- Conoscenza religiosa: scritti 1969-1983 , a cura di Grazia Marchianò, Edizioni di Storia e Letteratura, Roma 2006
- Gli arcani del potere: elzeviri 1960-2000, a cura di Grazia Marchianò, Rizzoli, Milano 2009
- Gli usi dell'immaginazione e il declino dell'Occidente, introduzione di Grazia Marchianò, A.I.R.E.Z., Montepulciano 2010
- Filosofia perenne e mente naturale, a cura di Grazia Marchianò, Marsilio, Venezia 2013 (contiene La nube del telaio e La filosofia perenne)
- Il serpente di bronzo. Scritti antesignani di critica sociale, a cura di Grazia Marchianò, Marsilio, Venezia 2015 (contiene Eclissi dell'intellettuale, Volgarità e dolore e Storia del fantasticare)
- Civiltà indigene d'america, a cura di Grazia Marchianò, Edizioni di Storia e Letteratura, Roma 2015 (raccoglie saggi sui nativi americani apparsi su Conoscenza religiosa)
- Archetipi. Aure. Verità segrete. Dioniso errante. Tutto ciò che conosciamo ignorandolo, a cura di Grazia Marchianò, Marsilio, Venezia 2016 (contiene Archetipi, Aure e Verità segrete esposte in evidenza, e l'introduzione all'antologia Il dio dell'ebbrezza)
- Le tre vie. Soluzioni sovrumane in terra indiana, a cura di Grazia Marchianò, Marsilio, Venezia, 2019
- Le potenze dell'anima. Vie alla riforma interiore dal disincanto al risveglio, a cura di Grazia Marchianò, Marsilio, Venezia, 2020
- Dal tamburo mangiai, dal cembalo bevvi... Lo stato mistico e altre questioni di antropologia spirituale, a cura di Grazia Marchianò, Marsilio, Venezia, 2021
- L'umana nostalgia della completezza. «L'Androgino» e altri testi ritrovati, a cura di Grazia Marchianò, Marsilio, Venezia, 2022

## Cultura di massa
- L'album del gruppo rock Baustelle I mistici dell'Occidente si ispira al titolo omonimo del saggio-antologia di Zolla. Francesco Bianconi, cantautore e frontman della band, è nativo di Montepulciano, dove lo studioso visse i suoi ultimi anni.